# Anthemis scariosa
Anthemis scariosa là một loài thực vật có hoa trong họ Cúc. Loài này được Banks & Sol. mô tả khoa học đầu tiên năm 1794.